# Regaliz (banda)
Regaliz fue un grupo musical infantil español de los años ochenta integrado por los niños Jaime Bénet, Eduardo Navarrete, Astrid Fenollar y Eva Mariol. Estuvieron en activo tres años, de 1980 a 1983, publicaron seis discos y protagonizaron dos películas.

## Historia
La productora discográfica Belter, a la estela del éxito del grupo infantil Parchís, consideró que existía margen y oportunidad para lanzar al mercado las canciones de un nuevo grupo análogo compuesto por niños de una edad muy similar a aquellos (entre diez y doce años) y un estilo identificable plenamente con los Parchís. El grupo Regaliz fue formado en mayo de 1980 y rápidamente alcanzan una significativa popularidad. En la publicidad del recopilatorio de canciones infantiles "Discolandia" de finales de ese año se les cita después de Parchís pero antes de Nins, grupo más longevo. 
Su debut en televisión se produjo en el programa infantil Sabadabada, interpretando la canción El disc-jockey campeón (Horacio... ¿Qué, qué, qué?) en la sección musical presentada por la marioneta Horacio Pinchadiscos.  En los meses siguientes irían publicando nuevos sencillos, en muchas ocasiones versiones de éxitos de la música pop del momento, como Que no pare la música, basada en Can't Stop the Music del grupo norteamericano Village People; Juanita Banana, popularizada años antes por Luis Aguilé; o el rock Vaya mentira. 
Como era habitual en la época se encargan de interpretar canciones de bandas sonoras de series infantiles del momento. Caso de "Guillermo el travieso" con las pegadizas "Guillermo el Travieso" y "Rock de los Proscritos". Al estar dirigidos por Discos Belter, naturalmente protagonizan un ejemplar de la colección "Oye Mira", en este caso el n.º 9, además de incluir varios temas, algunos de ellos inéditos, en otros números.
Protagonizaron dos películas. La primera fue La rebelión de los pájaros (1982), de Lluís Josep Comerón con el entonces actor infantil Jorge Sanz y Assumpta Serna, en la que interpretaron “Que bonito mundo", "Transformación", "Yo quiero reír, quiero jugar", "Do Re Mi", "Hagamos un nido", "Los niños unidos", "Vaya mentira". La segunda fue Buenas noches, señor monstruo (1982), de Antonio Mercero, en la que compartieron títulos con el veterano Luis Escobar, los actores de cine de terror Fernando Bilbao y Paul Naschy y el niño Miguel Ángel Valero, conocido por su papel de El Piraña en la serie Verano Azul. En la película interpretaron los temas “Buenas noches señor monstruo", "Bengalas de mil colores", "El show del Hombre Lobo", "Tumba Catatumba", "El baile de los monstruitos".
A esto debe añadirse una aparición estelar en la película argentina La magia de los Parchís (1982), protagonizada por el grupo infantil Parchís, en la cual aparecen brevemente sobre el escenario interpretando la canción Que no pare la música. De igual modo, en la película Su majestad la risa (1981) el grupo tiene una breve intervención, al lado de la cantante María Jesús y su acordeón. Mientras esta última interpreta su conocido tema El baile de los pajaritos, los componentes de Regaliz ejecutan la coreografía del mismo.
Pese a la promoción y sus apariciones en numerosos espacios de Televisión española, no llegaron a alcanzar la repercusión comercial, mediática y social de los Parchís. Finalmente el grupo acabó disolviéndose al final del verano de 1983 una vez superada la moda de los grupos infantiles que vino a coincidir con el paso a la adolescencia de los miembros de la banda.

## Miembros
- El grupo Regaliz estaba integrado por los niños:
  - Jaime Bénet (11 de mayo de 1969),
  - Eduardo Navarrete (11 de noviembre de 1968),
  - Astrid Fenollar (1 de octubre de 1969-9 de julio de 2025)[3] y
  - Eva Mariol (1 de diciembre de 1967)
- —el primero nacido en México y los otros tres en España—. Astrid era hija de uno de los directivos de la discográfica.[1]

## Discografía

### Las Aventuras de Guillermo (1980)
El LP Las Aventuras de Guillermo (Belter, 1980) fue la primera aparición de Regaliz en álbum de vinilo. Participan en la mayoría de las canciones, junto con otros cantantes de estudio de la misma discográfica.
| Cara A |                                      |          |  |
| N.º    | Título                               | Duración |  |
| 1.     | «Guillermo» (Regaliz)                | 2:15     |  |
| 2.     | «Hogar, dulce hogar» (Eva y Regaliz) | 2:47     |  |
| 3.     | «Mi perro» (Agustín)                 | 2:45     |  |
| 4.     | «Troncho» (Ani y Regaliz)            | 3:06     |  |
| 5.     | «Ya no iremos a la escuela» (Ángela) | 2:11     |  |

| Cara B |                                    |          |  |
| N.º    | Título                             | Duración |  |
| 1.     | «Rock de los proscritos» (Regaliz) | 2:32     |  |
| 2.     | «Agua de Regaliz» (Regaliz)        | 3:08     |  |
| 3.     | «Quiero redimirme» (Eva y Regaliz) | 2:38     |  |
| 4.     | «La corneta» (Quique y Regaliz)    | 2:02     |  |
| 5.     | «El cobertizo» (Ángela)            | 2:44     |  |

### Regaliz (1980)
El LP Regaliz (Belter, 1980) fue el primer álbum oficial del grupo, que incluye algunas versiones junto con temas propios y las canciones que se habían editado previamente en la banda sonora de la serie de T.V. "Las Aventuras de Guillermo".
| Cara A |                          |          |  |
| N.º    | Título                   | Duración |  |
| 1.     | «Juanita Banana»         | 2:26     |  |
| 2.     | «Que no pare la música»  | 3:45     |  |
| 3.     | «Rock de los proscritos» | 2:32     |  |
| 4.     | «Transformación»         | 2:36     |  |
| 5.     | «El festival pop»        | 2:33     |  |

| Cara B |                   |          |  |
| N.º    | Título            | Duración |  |
| 1.     | «Guillermo»       | 2:15     |  |
| 2.     | «A cien por hora» | 2:27     |  |
| 3.     | «Reggae Regaliz»  | 3:12     |  |
| 4.     | «Do, re, mi»      | 3:05     |  |
| 5.     | «Agua de regaliz» | 3:08     |  |

### Regaliz (1981)
El LP Regaliz (Belter, 1981) fue, de nuevo, otro álbum homónimo en el que las versiones cobran mayor protagonismo. Como anécdota comentar que el tema "Spiderman" ya había sido grabado en 1980 e incluso se había llegado a publicar como sencillo promocional con "Transformación" en el lado B.
| Cara A |                  |          |  |
| N.º    | Título           | Duración |  |
| 1.     | «Veo, veo»       | 3:40     |  |
| 2.     | «Spiderman»      | 2:28     |  |
| 3.     | «El trenecito»   | 2:30     |  |
| 4.     | «Tom Sawyer»     | 3:43     |  |
| 5.     | «Sube al desván» | 1:52     |  |

| Cara B |                               |          |  |
| N.º    | Título                        | Duración |  |
| 1.     | «Mujer Araña»                 | 2:32     |  |
| 2.     | «Ratón Vaquero»               | 3:14     |  |
| 3.     | «Scoubidou»                   | 2:32     |  |
| 4.     | «En la isla de los monstruos» | 3:04     |  |
| 5.     | «Vaya mentira»                | 2:44     |  |

### La rebelión de los pájaros (1982)
El LP La rebelión de los pájaros (Belter, 1982) es la banda sonora de la película La rebelión de los pájaros (1982), dirigida por Lluís Josep Comerón. Es la primera película de Regaliz, en la que incluyen algún tema editado previamente así como varios instrumentales. El filme tuvo su versión doblada al catalán, por lo que análogamente se editó también la banda sonora con los temas interpretados en este idioma, bajo el título de La revolta dels ocells.
| Cara A |                                          |          |  |
| N.º    | Título                                   | Duración |  |
| 1.     | «Yo quiero reír, quiero jugar»           | 3:22     |  |
| 2.     | «Sensaciones al amanecer (instrumental)» | 2:15     |  |
| 3.     | «Transformación»                         | 2:36     |  |
| 4.     | «Do, Re, Mi»                             | 3:05     |  |
| 5.     | «Qué bonito mundo»                       | 3:21     |  |
| 6.     | «Un amigo (Instrumental)»                | 1:12     |  |

| Cara B |                                               |          |  |
| N.º    | Título                                        | Duración |  |
| 1.     | «Hagamos un nido»                             | 3:12     |  |
| 2.     | «Yo quiero reír, quiero jugar (instrumental)» | 1:21     |  |
| 3.     | «Vaya mentira»                                | 2:44     |  |
| 4.     | «Los niños unidos»                            | 4:28     |  |
| 5.     | «Los niños en acción (instrumental)»          | 2:54     |  |
| 6.     | «Regresan los pájaros (instrumental)»         | 1:13     |  |

### Villancicos (1982)
El LP Villancicos (Impacto-Belter, 1982) es un álbum de villancicos populares que se grabó usando los mismos arreglos instrumentales que en los "villancicos" de Parchís.
| Cara A |                           |          |  |
| N.º    | Título                    | Duración |  |
| 1.     | «Campana sobre campana»   | 2:50     |  |
| 2.     | «Rin, rin»                | 2:20     |  |
| 3.     | «Arre, borriquito»        | 2:55     |  |
| 4.     | «Catatumba, tumba, tumba» | 1:51     |  |
| 5.     | «La virgen y San José»    | 1:54     |  |

| Cara B |                         |          |  |
| N.º    | Título                  | Duración |  |
| 1.     | «¡Ay! del chiquirritín» | 2:05     |  |
| 2.     | «Los peces en el río»   | 3:00     |  |
| 3.     | «Ande la marimorena»    | 2:22     |  |
| 4.     | «Ya viene la vieja»     | 2:06     |  |
| 5.     | «Pastores, venid»       | 2:13     |  |

### Buenas noches, señor monstruo (1982)
El LP Buenas noches, señor monstruo (Belter, 1982) es la banda sonora de la película Buenas noches, señor monstruo (1982), dirigida por Antonio Mercero. En este álbum además se incluyeron otros 7 temas inéditos. Fue el último álbum del grupo.
| Cara A |                                 |          |  |
| N.º    | Título                          | Duración |  |
| 1.     | «Buenas noches, señor monstruo» | 3:41     |  |
| 2.     | «El baile de los monstruitos»   | 2:35     |  |
| 3.     | «Bengalas de mil colores»       | 2:52     |  |
| 4.     | «El show del hombre lobo»       | 2:45     |  |
| 5.     | «Tumba Catatumba»               | 3:32     |  |
| 6.     | «Doce campanadas»               | 2:15     |  |

| Cara B |                         |          |  |
| N.º    | Título                  | Duración |  |
| 1.     | «Jugar y bailar»        | 3:10     |  |
| 2.     | «Loquilandia»           | 2:36     |  |
| 3.     | «El baile del pingüino» | 3:44     |  |
| 4.     | «Capitán»               | 2:50     |  |
| 5.     | «Guateque de muñecos»   | 2:58     |  |
| 6.     | «Nuestra fiesta»        | 2:54     |  |

### Regaliz en el cine
- La rebelión de los pájaros (1982)
- La magia de los Parchís (1982)
- Buenas noches, señor monstruo (1983)

### Recopilatorios y colaboraciones
A continuación se enumeran los álbumes recopilatorios de música infantil o de otros artistas en los que Regaliz participó en/con algún tema y el título de estos. En los casos indicados con letra negrita se trata de temas inéditos que no aparecerían después en ningún álbum del grupo. No se han tenido en cuenta las ediciones promocionales ni las recopilaciones de corta tirada que la discográfica solía hacer generalmente en formato casete (utilizando los subsellos Impacto y Olympo) ya que en ellas siempre se incluían temas editados previamente.
- Casete "Mi amigo Félix" (Impacto-Belter, 1980). Participan con 3 temas: Mi amigo Félix, Misha y Animales, Animales, Animales, versiones de Enrique y Ana, Tito y Tita y Parchís respectivamente. Podría ser ésta (guiándonos por el n.º de Depósito Legal) la primera aparición de Regaliz en el mercado discográfico.

- Doble LP "Discolandia" (Belter, 1980). Participan con 4 temas: Transformación, Guillermo, Rock de los proscritos, Do, re, mi.

- LP "El Show de Horacio Pinchadiscos" (Belter, 1981). Participan en 2 temas: El disc-jockey campeón (Horacio Pinchadiscos con Regaliz) y El rey del hit-parade (Horacio Pinchadiscos con Regaliz). Además se incluye Veo, Veo y Do, re, mi.

- LP "El disc-jockey campeón" de Horacio Pinchadiscos. Participan en 2 temas: El disc-jockey campeón (Horacio Pinchadiscos con Regaliz) y El rey del hit-parade (Horacio Pinchadiscos con Regaliz).

- Doble LP "Parchís y sus amigos" (Belter, 1981). Participan con los temas Vaya mentira, Zipi y Zape y Spiderman y en los temas El disc-jockey campeón (Horacio Pinchadiscos con Regaliz) y Popeye (Popy con Regaliz). En este álbum el tema Zipi y Zape se atribuye al grupo Los Pillos, pero en el casete "Parchís con sus amigos" (Belter, 1982) el mismo tema se atribuye a Regaliz. Por la similitud en las voces podemos asegurar que, efectivamente, se trata de Regaliz.

- Casete "De Oca a Oca" (Impacto-Belter, 1981). Participan con 5 temas: De Oca a Oca, Mujer Araña, El Festival Pop, Tom Sawyer y Reggae Regaliz. La versión de De Oca a Oca de este casete podría ser la misma que en otras ediciones se atribuye al grupo Menudos.

- Casete "Las Estrellas de los Niños" (Impacto-Belter, 1981). Participan con 4 temas: Zipi y Zape, Cantando Aventuras, El baile de los pajaritos y Vamos a Cantar. Los temas inéditos son covers de las versiones de Parchís y M.ª Jesús y su Acordeón, realizadas sobre las pistas musicales originales, con las voces de Regaliz. En este casete Cantando Aventuras y Vamos a Cantar se atribuyen al grupo La Alegre Pandilla, pero en las escuchas se pueden distinguir claramente las voces de Regaliz, además de que en las letras de las canciones se hace mención explícita del nombre del grupo.

- Casete de la colección Oye Mira, núm. 3 "El Show de Horacio Pinchadiscos" (Belter, 1981). Se trata de una reedición del álbum del mismo título publicado meses antes, con la variación de algún tema sin afectar a los de Regaliz.

- Casete de la colección Oye Mira, núm. 4 "Mis amigos de la tele" (Belter, 1981). Participan con el tema Pepe Pótamo.

- Casete de la colección Oye Mira, núm. 6 "Superhéroes del cómic" (Belter, 1981). Participan con los temas Super López, Batman, Spiderman, Mujer Araña y Superhéroes. En 1982, los temas Batman y Mujer araña se incluyeron en la cara B del primer álbum de Popitos "La canción de E.T."; en esa ocasión se atribuyeron erróneamente a un grupo llamado Super Babys.

- Casete de la colección Oye Mira, núm. 8 "Grandes Éxitos de Teresa Rabal" (Belter, 1981). Participan con el tema Veo, Veo.

- Casete de la colección Oye Mira, núm. 9 "Regaliz, Grandes Éxitos" (Belter, 1981). Exclusivo para Regaliz. Incluye los temas Vaya mentira, Que no pare la música, A cien por hora, Scoubidou, Juanita Banana, Ratón vaquero, El festival pop, Reggae Regaliz, El trenecito y Rock de los Proscritos.

- Casete de la colección Oye Mira, núm. 11 "Mortadelo y sus amigos" (Belter, 1981). Participan en el tema Carpanta (Carpanta con Regaliz). Este mismo tema, incluido posteriormente en el recopilatorio "Nuevo Discolandia", fue atribuido erróneamente en esa ocasión a Carpanta con Los Chiquitines. En otras ediciones promocionales también se atribuyó a Carpanta con Los Pillos.

- Casete de la colección Oye Mira, núm. 13 "Tele-Peques" (Belter, 1981). Participan con el tema Tom Sawyer y en el tema Popeye (Popy con Regaliz).

- Casete de la colección Oye Mira, núm. 19 "Las aventuras de Guillermo" (Belter, 1981). Se trata de una reedición del álbum "Las aventuras de Guillermo" de 1980.

- Casete de la colección Oye Mira, núm. 20 "Grandes éxitos del cine" (Belter, 1982). Participan con el tema En la isla de los monstruos.

- Casete de la colección Oye Mira, núm. 24 (tomo extra) "La rebelión de los pájaros" (Belter, 1982). Se trata de una reedición del álbum "La rebelión de los pájaros" de 1982.

- Doble LP "Nuevo Discolandia" (Belter, 1982). Participan con los temas Yo quiero reír, quiero jugar, Loquilandia y Hagamos un nido, y en el tema Carpanta (Carpanta con Regaliz).

- Casete "Cumpleaños Feliz" (Impacto-Belter, 1982). Participan con 2 temas: Cumpleaños feliz y El Baile de los Pajaritos. Se trata de covers de las versiones originales de Parchís y M.ª Jesús y su Acordeón respectivamente, realizadas sobre las pistas musicales originales, con las voces de Regaliz.

- Casete "El Mundial 82" (Impacto-Belter, 1982). Participan con 7 temas: El rematador, Nuestros colores, Fútbol en Acción, Sevillanas del Mundial 82, Sport Billy, Canción de Bienvenida y Aúpa, España.

- Casete "El Baile del Tiro-Liro" (Impacto-Belter, 1982). Participan con 5 temas: El Tiro-Liro, Juanita Banana, Rock de los Proscritos, Agua de Regaliz y Zipi y Zape.

- Doble LP "Super Discolandia" (Belter, 1983). Participan con el tema El show del hombre lobo.